# 舍伊布赫塔农村居民点
舍伊布赫塔农村居民点（俄语：Сельское поселение Шейбухтовское）是俄罗斯联邦沃洛格达州梅日杜列琴斯基区所属的一个农村居民点。其下辖有15个居民点，行政中心为舍伊布赫塔。据2015年统计，该农村居民点的人口为375人。